# Universidad Libre (Colombia)
La Universidad Libre (conocida como «La Libre» o «Unilibre») es una universidad privada de carácter laico ajena a cualquier tipo de culto, ideología o religión, con domicilio principal en Bogotá, seis seccionales —Barranquilla, Cali, Cúcuta, El Socorro, Pereira y Cartagena de Indias—, que tuvo su origen en la Universidad Republicana.
Forma parte de la Asociación Colombiana de Universidades, de la Unión de Universidades de América Latina y el Caribe (UDUAL), de la Association of International Educators y de la red iberoamericana de universidades Universia.
Comenzó sus labores académicas con la razón social Universidad Libre en 1923, conducida por el general Benjamín Herrera, como su Presidente, a pesar de haber sido establecida legalmente el 30 de octubre de 1913 mediante la escritura pública 1183 otorgada ante el Notario Tercero del Circuito de Bogotá.
En promedio, en ella estudian 29 800 estudiantes en sus 67 programas de pregrado y 7200 en sus 164 programas de postgrado repartidos en 12 de sus campus universitarios. Hay 2 campus en las localidades bogotanas de La Candelaria y El Bosque Popular de Engativá, la Sede Centro de Barranquilla y Puerto Colombia, Santa Isabel y Valle del Lili en Cali, la Sede Centro y Belmonte de Pereira, el edificio Albornoz Rueda y Sede Majavita en la seccional El Socorro y los campus de Cartagena de Indias y Cúcuta.

## Historia
La Universidad Libre tiene su origen en el empeño del liberalismo colombiano de finales del siglo XIX y principios del siglo XX en crear una universidad en Bogotá basada en el ideario liberal y en la Ilustración, que se demuestra con lo escrito por Rafael Uribe Uribe el 29 de octubre de 1903 su amigo Régulo Domínguez Sanclemente: "...si los republicanos me prestan su apoyo, pienso seriamente fundar, con el concurso de los más competentes profesores de esta capital, una universidad libre, al estilo alemán"; sin embargo, el nombre de Uribe Uribe no aparece en los estatutos de Universidad Republicana, su predecesora, ni en ninguna de las escrituras públicas sobre las cuales la Universidad Libre funda su origen.

### Fundación de la Universidad Republicana (1890)
Pensando en la idea de crear "una universidad libre, laica, externa a lo confesional y oficial", después de "cinco años de existencia" del Colegio Académico (fundado por Aníbal Brito, Lorenzo Lleras, Antonio José Iregui, Francisco Montoya y Manuel Antonio Rueda Jara -su Rector-), como consecuencia del "desarrollo natural de las cosas... surgió la idea de establecer la Universidad Republicana", lo cual condujo a su creación en 1890. La nueva universidad estaba organizada jurídicamente como Corporación y se basaba en los siguientes postulados, publicados en El Nuevo Tiempo:

Adaptación de los estudios a las necesidades del país por gradual selección. Desarrollar los conocimientos agrícolas comerciales e industriales de aplicación general; o sea las facultades de trabajo disciplinario y remunerativo. Levantar el nivel moral por el cultivo de los sentimientos elevados que forma el carácter. Respeto práctico por las creencias de los alumnos y culto a los deberes e ideales humanos.
Antonio José Iregüi

Esta comenzó a operar "el día primero de febrero" con "la Escuela de Literatura y Filosofía, y en el curso del mismo mes las Escuelas de Jurisprudencia, Ingeniería y Ciencias Naturales", "Francisco E. Álvarez, Salvador Camacho Roldan, Luis Antonio Robles, Mario Salgar, Juan Félix de León, Antonio Vargas Vega y Alejo de la Torre" guiaron "el proyecto educativo, la orientación académica, la incorporación de conocimientos, la filosofía de los valores que deberían orientar los destinos educativos" de la nueva Universidad.

### Transformación jurídica de la Republicana: de corporación a compañía anónima de capital limitado (1912)
En 1910 la Universidad Republicana sufrió graves tropiezos económicos, de manera que un grupo de profesores, empecinados en salvarla, propusieron transformar la corporación en una compañía anónima de capital limitado que tendría como aporte principal la Universidad Republicana, la cual sería cedida por su propietario el Ingeniero Civil Eugenio J. Gómez.
La idea se materializó el 3 de abril de 1912 con Tomás O. Eastman, Diego Mendoza (miembro del Consejo Directivo), Francisco J Fernández (miembro del Consejo Directivo), Juan David Herrera, Hipólito Machado, Liborio D Cantillo, Simón Chaux, Joaquín M Monroy, Luis Vargas R, Clímaco Calderón (Rector Gerente), José Manuel Vásquez, Martín Camacho (miembro del Consejo Directivo), Felipe Camacho (Tesorero), Felipe Zapata (miembro del Consejo Directivo) y Eugenio J. Gómez (miembro del Consejo Directivo) quienes suscribieron la Escritura Pública Número 332 otorgada en la Notaría Tercera del Círculo de Bogotá con la cual se constituyó (con un capital de $100.000,00 representados en 2.000 acciones nominales de $50,00 cada una) una compañía anónima de capital limitado (que sustituía la corporación) manteniendo la denominación de Universidad Republicana.
El objeto (claramente fundado en el liberalismo y en la Ilustración) fue registrado así:

Artículo cuarto. El fin que persigue la compañía es meramente patriótico y los socios fundadores, inspirados en los más elevados ideales, tienen en mira facilitar la instrucción, adaptar los estudios a las necesidades del país, desarrollar las facultades de trabajo disciplinado y productivo, levantar el nivel moral por el cultivo de los sentimientos elevados que forman el carácter, y hacer hombres tolerantes, respetuosos de las creencias y derechos de los demás que rindan culto a los deberes e ideales humanos.

### Modificación de la compañía anónima de capital limitado: Universidad Republicana (1913)
La nueva compañía no prosperó en la forma convenida, empezando porque el público mismo no la llamó por la denominación social pactada, de conformidad con lo que da cuenta la Escritura pública 1183 otorgada ante la Notaría Tercera de Bogotá el 30 de octubre de 1913:

La Asamblea General de Accionistas de la sociedad anónima denominada Universidad Republicana, en uso de sus facultades y en atención a que es conveniente dar a la sociedad oficialmente el nombre con que el público la designa... Reforma Primera. En lo sucesivo la sociedad anónima de capital limitado constituida por escritura pública (332) número trescientos treinta y dos, otorgada ante el Notario Tercero de este circuito el veintidós de abril de mil novecientos doce, se denominará Universidad Libre.

En consecuencia, la sociedad anónima de capital limitado quedó constituida con un nombre distinto la Universidad Republicana y con un «Consejo Directivo... integrado por los doctores Ricardo Hinestrosa, Juan David Herrera, Alejo Morales y Fidel Cano». Sin embargo, continuó operando como Universidad Republicanas (como arriba se dijo) hasta 1919.

### Deja de operar la Universidad Republicana (1919)
«Para 1918 existía la Universidad Republicana bajo la dirección del ingeniero Eugenio J. Gómez»; sin embargo, dejó de funcionar en 1919 por una huelga estudiantil debida "al enfrentamiento político desatado por el apoyo político publico brindado por éste a la candidatura presidencial de Marco Fidel Suárez"; como consecuencia, los estudiantes «estimulados por el general Benjamín Herrera, jefe del Partido Liberal, se trasladaron a la Universidad Externado», permitiendo así su reapertura bajo la conducción el ex-Rector de la Universidad Republicana Diego Mendoza.
Al respecto, Alirio Gómez Picón relató 68 años después:

Por circunstancias políticas, el doctor Gómez no ocultó sus simpatías por el gobierno que dirigía el insigne gramático y clásico escritor Marco Fidel Suárez. Esta conducta suscitó una inconformidad indomeñable en el estudiantado del que hicimos parte, que pronto reventaría en una abierta oposición que provocó la conformación de un comité encargado de entenderse con el señor general Benjamín Herrera… [nos entrevistamos] con el distinguido militar… Explicamos el objeto de nuestra misión, le hablamos de la conveniencia de reabrir el viejo Externado que había patrocinado tan valerosamente el doctor Pinzón Warlosten y que veríamos con mucha complacencia que al frente de aquel instituto de tan gloriosa fama, quedara bajo el rectorado del doctor Diego Mendoza Pérez… El general oyó con benevolencia y atención las exposiciones que les hicimos y nos ofreció que con el mayor agrado respaldaría la justicia de nuestro propósito frente al rector de la Universidad Republicana.
Alirio Gómez Picón

### Convenciones liberales de Bogotá y de Ibagué de 1921 y 1922
Por razones económicas y políticas fue muy difícil la reapertura de la Universidad Libre. Solo tuvo posibilidades de vida cuando el general Benjamín Herrera obtuvo que la Convención Liberal reunida en Bogotá, el 21 de octubre de 1921, dispusiera que se auxiliaría a la apertura de la Universidad Libre. Esta disposición de auxilio tiene como antecedente la circular de 1 de julio de 1917 expedida por la Dirección Nacional Liberal, publicada en el número 1992 de El Liberal y suscrita por Nemesio Camacho, Fabio Lozano T. y Luis de Greiff, la cual dice:

El liberalismo se compromete a apoyar toda medida que tienda a multiplicar las escuelas rurales para que en toda vereda y poblado haya una por lo menos, a luchar por el establecimiento de escuelas prácticas de artes y oficios, por la generalización de institutos nocturnos para obreros, porque se traigan profesores extranjeros para mejorar la instrucción y educación secundarias, por la autonomía de la Universidad Nacional, "con derecho exclusivo para otorgar títulos profesionales" y porque se organice la Universidad Libre como creación del partido.

Un año después, la Convención reunida en Ibagué, bajo la presidencia del doctor Simón Bossa y por el Acuerdo n.º 6 de 3 de abril de 1922 dispuso:

Recomendar a los liberales que en la medida de sus recursos presente decidido apoyo a la obra de la fundación de la Universidad Libre.

### Inicia labores con la razón social Universidad Libre (1923)
Para 1922 en reunión la Convención Liberal celebrada en la ciudad de Ibagué, se aprobó recomendar a los liberales prestar decidido apoyo a la obra de la Universidad Libre, según acuerdo Número 6, de 3 de abril de 1922.
Se hizo necesario entonces. El 13 de febrero de 1923, bajo la razón social de Universidad Libre, comenzó a operar en cuatro áreas del conocimiento:
- En Bellas Artes con la Escuela de Bellas Artes y oficios.
- En Ciencias Sociales y Humanidades con la Escuela de Derecho y Ciencias Políticas y la Facultad de Literatura y Filosofía.
- En Economía, Administración, Contaduría y afines con la Escuela de Comercio, y
- En Ingeniería, Arquitectura, Urbanismo y afines con la Facultad de Ingeniería.

Esto lo relata Jaime Mejía Gutiérrez, así:

En febrero de 1923 el Consejo Directivo, bajo la presidencia de Benjamín Herrera, designó el profesorado de la escuela de Derecho y Ciencias Políticas e inició las labores académicas. Además, se abrieron las facultades de Ingeniería, la Escuela de Comercio, la Escuela de Bellas Artes y oficios y la Escuela preparatoria o bachillerato, la facultad de Literatura y Filosofía, con un total de 600 alumnos.
Jaime Mejía Gutiérrez

Y sobre la filosofía de la Universidad Libre, el presidente del Consejo Directivo expresó, con base en el ideario liberal y en la Ilustración:

[…] La Universidad Libre, no debe ser un foco de sectarismo, ni una fuente perturbadora de la conciencia individual; ese moderno establecimiento debe ser una escuela universal, sin restricciones ni imposiciones; ese hogar espiritual debe ser amplísimo templo abierto a todas las orientaciones del magisterio civilizador, y a todas las sanas ideas en materia de educación; nada que ate la conciencia a los prejuicios y a las preocupaciones; pero nada tampoco que atente contra la libertad ni la conciencia del individuo. No vamos a fundar una cátedra liberal, sino una amplísima aula en que se agiten y se muevan con noble libertad, los temas científicos y los principios filosóficos aceptados por la moderna civilización.
Benjamín Herrera

## Estructura académica

### Oferta académica
La Universidad (en su Sede Principal de Bogotá, y sus Seccionales) oferta sus 231 programas académicos distribuidos en 67 de pregrado y 164 de posgrado, en siete de las ocho Áreas del Conocimiento, así:
- En Agronomía, Veterinaria y afines: Zootecnia.
- En Ciencias de la Educación: Licenciatura en Educación Básica con énfasis en Ciencias Naturales y Educación Ambiental; Licenciatura en Educación Básica con énfasis en Ciencias Sociales; Licenciatura en Educación Básica con énfasis en Humanidades y Lenguas; Licenciatura en Educación Física, Recreación y Deportes; Licenciatura en Español y Lenguas Extranjeras; Licenciatura en Matemáticas y Licenciatura en Pedagogía infantil.
- En Ciencias de la Salud: Bacteriología; Enfermería; Fisioterapia; Instrumentación quirúrgica; Medicina; Nutrición y Dietética y Salud Pública.
- En Ciencias Sociales y Humanidades: Comunicación Corporativa y Relaciones Públicas, Derecho, Filosofía, Psicología y Trabajo Social.
- En Economía, Administración, Contaduría y afines: Administración de Empresas, Administración de Negocios Internacionales, Contaduría pública, Economía y Mercadeo.
- En Ingeniería, Arquitectura, Urbanismo y afines: Ingeniería Ambiental, Ingeniería Civil, Ingeniería Comercial, Ingeniería de Sistemas, Ingeniería de Sistemas, Ingeniería en TIC, Ingeniería financiera, Ingeniería Industrial y Ingeniería Mecánica.
- En Matemáticas y Ciencias Naturales: Microbiología.

### Acreditación académica de alta calidad
Goza de acreditación institucional otorgada por el Ministerio de Educación Nacional por 4 años. Así mismo, cuenta con 24 programas de pregrado con acreditación de alta calidad académica conferida por el Consejo Nacional de Acreditación (CNA). La Universidad cuenta con las Facultades de: Ciencias de la Salud, Derecho y Ciencias Políticas, Ciencias económincas, contables, administrativas y comercio y con la facultad de Ingeniería, Ciencias de la Educación y Filosofía. De manera precisa: los programas de Derecho, Licenciatura en Ed Física, Recreación y Deportes, Licenciatura en Humanidades e Idiomas, Contaduría Pública, Ingeniería Mecánica, Ingeniería Ambiental, Ingeniería Industrial e Ingeniería de Sistemas de la seccional Bogotá; los programas de Medicina, Derecho, Administración de Empresas, Enfermería y Contaduría Pública de la seccional Cali; los programas de Derecho, Ingeniería Industrial y Contaduría Pública, MBA y una serie postgrados en la rama del Derecho en la seccional Cúcuta; el programa de Derecho de la seccional Barranquilla; y el programa de Derecho de la seccional Pereira. Del mismo modo, cuenta con un grupo de investigación categorizado en el máximo escalafón académico colombiano, A1 o «a plus»: el Grupo de investigación en Prospectiva Contable Financiera, de la seccional Cali.
En la actualidad, funciona bajo la figura de corporación de educación privada y administra, de igual modo, un colegio en la capital del país. Su actual Presidente Nacional es Jorge Orlando Alarcón Niño, su Vicepresidente Jorge Gaviria Liévano y su Rector es Fernando Dejanón Rodríguez.

### Sede Bosque Popular
En 1958 se realiza la cesión de 20 fanegadas a la Universidad Libre en el Bosque Popular.
Entre los Decanos de Ingeniería se destacan Alfonso Santos Montero, Gerardo Jiménez Zambrano.

## Actividades deportivas
La sede de Cali de la universidad alojó las segunda Olimpiadas Deportivas Nacionales en el 2010 con una participación de 659 deportistas. Las competiciones se realizaron en el Coliseo de Voleibol, el Gimnasio Evangelista Mora, el Centro Recreativo de Comfenalco y el Centro de Acondicionamiento Físico Megalastra.